# 1974年フランス大統領選挙
1974年フランス大統領選挙（1974ねんフランスだいとうりょうせんきょ、フランス語: Élection présidentielle française de 1974）は、フランス共和国の元首である大統領を選出するために行われた大統領選挙で、1974年5月5日と19日の2回にわたって投票が行われた。

## 概要
1974年4月2日に急逝したジョルジュ・ポンピドゥー大統領の後任を決めるために行われた選挙である。大統領の逝去による選挙であったため選挙期間は短縮され、第1回投票日は5月5日、第2回投票日は5月19日とされた。
ポンピドゥー大統領与党からは、シャバン＝デルマス元首相（UDR：共和国民主連合）とジスカール・デスタン（RI：独立共和派）及びジャン・ロワイエ郵政・通信相の3人が出馬し、分裂選挙となった。前年1973年、共同綱領に合意していた社会党（PS）とフランス共産党（PCF）及び左翼急進運動（MRG）の左翼3党派は、PS第1書記で1965年大統領選挙に出馬して善戦したフランソワ・ミッテランを左翼統一候補として擁立した。

## 基礎データ
- 選挙事由：大統領の急逝による補欠選挙
- 選挙制度：国民による直接選挙（2回投票制）

1. 第1回投票で有効票の過半数を得た候補がいた場合はその候補が当選。
2. 第1回投票でどの候補も過半数を得られなかった場合は、上位2名による決選投票を2週間後に行う。
3. 第2回投票では最多得票を得た候補が当選。

- 任期：7年
- 再選制限：無し
- 投票日

第1回投票日：1974年5月5日
第2回投票日：1974年5月19日
- 有権者：選挙人名簿閉鎖日（3月31日）までに満18歳に達したフランス国民。

## 立候補者
大統領選挙に立候補を届け出たのは12名であるが、ここでは第1回投票において有効票の1％以上を得た候補のみを紹介する。
| 候補者 | 候補者                                        | 党派                         | 備考                   |
| ------ | --------------------------------------------- | ---------------------------- | ---------------------- |
|        | フランソワ・ミッテラン François Mitterrand    | 社会党 （PS）                | 党第1書記 左翼統一候補 |
|        | ジスカール・デスタン Valéry Giscard d'Estaing | 独立共和派 （RI）            | 党首                   |
|        | シャバン＝デルマス Jacques Chaban-Delmas      | 共和国民主連合 （UDR）       | 元首相                 |
|        | ジャン・ロワイエ Jean Royer                   | 無所属                       | 郵政・通信相           |
|        | アルレット・ラギエ Arlette Laguiller          | 労働者の闘争 （LO）          |                        |
|        | ルネ・デュモン René Dumont                    | 無所属 （環境派）            |                        |
|        | ジャン＝マリー・ル・ペン Jean-Marie Le Pen    | 国民戦線 （FN）              |                        |
|        | エミール・ミューラー Émile Muller             | 社会民主運動 （MDSF）        |                        |
|        | アラン・クリヴィンヌ Alain Krivine            | 革命的共産主義者同盟 （FCR） |                        |
|        | Bertrand Renouvin                             | 新王制運動 （NAR）           |                        |
|        | Jean-Claude Sebag                             | 欧州連邦運動 （MFE）         |                        |
|        | Guy Héraud                                    | 欧州連邦派                   |                        |

## 選挙結果
|              | 第1回投票 （1974年5月5日） | 第2回投票 （1974年5月19日） |
| ------------ | -------------------------- | --------------------------- |
| 登録有権者数 | 30,602,953                 | 30,600,775                  |
| 投票者数     | 25,775,743                 | 26,724,595                  |
| 投票率       | 84.23%                     | 87.33%                      |
| 有効得票数   | 25,538,636                 | 26,367,807                  |
| 有効得票率   | 99.08%                     | 98.66%                      |

| 候補者名               | 党派               | 第1回投票結果 | 第1回投票結果 | 第2回投票結果 | 第2回投票結果 | 当落 |
| 候補者名               | 党派               | 得票数        | 得票率        | 得票数        | 得票率        | 当落 |
| ---------------------- | ------------------ | ------------- | ------------- | ------------- | ------------- | ---- |
| フランソワ・ミッテラン | PS 社会党          | 11,044,373    | 43.25%        | 12,971,604    | 49.14%        |      |
| ジスカール・デスタン   | RI 独立共和派      | 8,326,774     | 32.60%        | 13,396,203    | 50.81%        | 当選 |
| シャバン＝デルマス     | UDR 共和国民主連合 | 3,857,728     | 15.11%        |               |               |      |
| ジャン・ロワイエ       |                    | 810,540       | 3.17%         |               |               |      |
| アルレット・ラギエ     | LO 労働者の闘争    | 595,247       | 2.33%         |               |               |      |
| ルネ・デュモン         | 環境派             | 337,800       | 1.32%         |               |               |      |
| その他の候補           | その他の候補       | 556,174       | 2.22%         |               |               |      |

出典：Élection présidentielle 1974.Frace Politique（2012年3月22日閲覧）。なお有効得票率が1％未満の候補者については候補者名を省略し、得票は合算して掲載する。
5月5日の第1回投票では、左翼統一候補であるミッテランが首位となり、独立共和派のジスカール・デスタンは2位となった。そしてUDRのシャバン・デルマスはミッテランとジスカール・デスタンに大きく差をつけられた。首位となったミッテラン候補が過半数を得られなかったため、ミッテランとジスカール・デスタンによる第2回投票が5月19日に行われた。第2回投票では、ドゴール主義者と中道派のリーダーがジスカール・デスタン支持を表明、ラギエともう一人の極左候補および環境派のルネ・デュモンはミッテラン支持を表明した。そして選挙の結果、ジスカール・デスタンがミッテランを僅差で抑えて当選を果たした。